# Президентские выборы в Узбекистане (1991)
Президентские выборы в Узбекистане 1991 — вторые в истории Узбекистана, но первые в истории независимой Республики Узбекистан всенародные прямые выборы президента этой страны.

## Фон
Состоялись 29 декабря 1991 года, в один день со всенародным референдумом о независимости Узбекистана, который проводился в подтверждение провозглашенной 31 августа 1991 года Верховным Советом Республики Узбекистан декларации независимости Республики Узбекистан «О провозглашении государственной независимости Республики Узбекистан» и закона «Об основах государственной независимости Республики Узбекистан», несмотря после официального и фактического распада СССР 26 декабря 1991 года, принятия Алма-Атинской декларации 21 декабря 1991 года и создания Содружества Независимых Государств, а также несмотря уже как на фактическое, так и на юридическое обретение независимости и суверенитета Узбекистаном.

## Предыстория
Узбекистан объявил о своей независимости от СССР 31 августа 1991 года, приняв соответствующую декларацию и законы, после провала ГКЧП, которого поддерживал президент республики Ислам Каримов. 21 декабря 1991 года Узбекистан подписал Алма-Атинскую декларацию, подтверждающую Беловежские соглашения и упразднение СССР, одновременно став одним из сооснователей и полноправных членов Содружества Независимых Государств (СНГ). В подтверждение этих событий и соглашений, а также провозглашенной Верховным Советом Республики Узбекистан декларации независимости Республики Узбекистан «О провозглашении государственной независимости Республики Узбекистан» и закона «Об основах государственной независимости Республики Узбекистан», президентом Исламом Каримовым было решено провести в день президентских выборов одновременно всенародный референдум о независимости, несмотря уже как на фактическое, так и на юридическое обретение независимости и суверенитета Узбекистаном.
К тому моменту Ислам Каримов находился во главе Узбекистана уже больше двух лет, с июня 1989 года, когда был назначен первым секретарём ЦК Коммунистической партии Узбекистана, а 24 марта 1990 года был избран президентом Узбекской ССР в качестве безальтернитивного кандидата Верховным Советом Узбекской ССР.

## Кандидаты

### Допущенные кандидаты
Кандидатом от действующей власти стал действующий президент Узбекистана Ислам Каримов. Ислам Каримов был избран президентом Узбекской ССР 24 марта 1990 года на сессии Верховного Совета Узбекской ССР, большинством голосов депутатов. После обретения независимости Узбекистаном 31 августа 1991 года, Ислам Каримов фактически оказался президентом независимой Республики Узбекистан, и участвовал на выборах как действующий президент. Его единственными соперником стал Мухаммад Салих (Салай Мадаминов), который выдвинулся от оппозиционной Эрк (партия).

### Недопущенные кандидаты
На выборы не был допущен лидер партии «Бирлик» Абдурахим Пулат (Пулатов), несмотря на то, что перед выборами партии удалось официально зарегистрироваться.
Также на выборы не был допущен лидер Исламской партии возрождения Узбекистана Абдуллах Утабай (Утаев) из-за отсутствия официальной регистрации партии.

## Результаты
| Кандидат                 | Партия                                               | Голосов   | В %  |
| ------------------------ | ---------------------------------------------------- | --------- | ---- |
| Ислам Каримов            | Народно-демократическая партия Узбекистана           | 8 514 136 | 87,1 |
| Мухаммад Салих           | Демократическая партия Узбекистана «Эрк» («Свобода») | 1 220 474 | 12,5 |
| Против всех              | Против всех                                          | 36 525    | 0,4  |
| Недействительных голосов | Недействительных голосов                             | 129 823   | -    |
| Всего                    | Всего                                                | 9 900 958 | 100  |

По окончательным официальным данным ЦИК республики на завтрашний день после выборов, явка избирателей составила 94,2 %. Для выборов стало достаточным проведение одного тура, и по тем же официальным данным ЦИК, за Ислама Каримова проголосовало 87,1 % (8 миллионов 514 тысяч 136 человек) избирателей, тогда как за его единственного соперника — Мухаммада Салиха 12,5 % (1 миллион 220 тысяч 474 человек). В избирательных бюллетенях также была графа «Против всех», на которую поставили отметку 36 тысяч 525 голосовавших, или 0,4 %. Недействительными и испорченными были признаны 129 тысяч 823 бюллетеней. Таким образом, действующих президент республики с 24 марта 1990 года и глава республики с 23 июня 1989 года — Ислам Каримов большинством голосов был избран (фактически переизбран) президентом независимой Республики Узбекистан на первый (фактически на второй, если считать выборы 1990 года) срок.
Изначально, во второй половине дня выборов, по радио были объявлены предварительные данные ЦИК республики, о том, что, Ислам Каримов набирает чуть более 40 %, а Мухаммад Салих свыше 30 % голосов избирателей, и все предсказывали проведения второго тура выборов, если ни один кандидат не наберёт свыше 50 % голосов. Через некоторое время в тот же день, государственные СМИ выпустили опровержение о том, что озвученные ранее ЦИК данные были спешными и ошибочными, и Ислам Каримов с большим отрывом опережает Мухаммада Салиха, набрав не менее 50 % голосов. ЦИК попросила дождаться до завтрашнего дня окончательных официальных итогов выборов. Оппозиция в лице Демократической партии «Эрк», Народного движения «Бирлик», Демократического движения Узбекистана, Исламской партии возрождения Узбекистана и других сил не признали итогов выборов, обвинив власти в масштабных фальсификациях, так как практически во всех избирательных участках присутствовали наблюдатели от оппозиционных сил, которые фиксировали нарушения и вбросы бюллетеней в пользу Ислама Каримова. ЦИК и власти Узбекистана в свою очередь обвинили оппозиционные силы в провокациях и попытках дестабилизировать ситуацию в стране под предлогом выборов. По результатам независимых подсчётов наблюдателей от оппозиции и независимых наблюдателей от различных местных и международных организаций и стран, Мухаммад Салих на самом деле набрал не менее 40 % голосов, а по другим неподтверждённым данным, большинство голосов. В любом случае, большинство независимых наблюдателей и экспертов, в том числе от СБСЕ (ныне ОБСЕ) и стран Запада приходили к выводу, что ни один из кандидатов на самом деле не набрал достаточное количество голосов для победы на первом туре. Страны Запада, в том числе США, Канада, Великобритания, Франция, Германия и другие признали выборы не соответствующими демократическим принципам из-за непрозрачности подсчёта голосов, нарушений в избирательных участках и недопущения к участию на выборах других потенциальных кандидатов. Большинство стран СНГ, Африки и Азии особых нарушений на выборах не отметили, признав их свободными и демократическими.